# Turning Stone Casino Classic XXVI
Das Turning Stone Casino Classic XXVI war ein Poolbillardturnier in der Disziplin 9-Ball, das vom 25. bis 28. August 2016 im Turning Stone Casino in Verona im Oneida County in New York stattfand und Teil der Joss Northeast Tour war.
Der Schotte Jayson Shaw gewann das Turnier durch einen 13:5-Sieg im Finale gegen die Nordirin Karen Corr.

## Rangliste
Das Turnier wurde im Doppel-K.-o.-System ausgespielt. Das Ausspielziel waren neun Partien in der Vorrunde und 13 Partien im Finale. Im Folgenden sind die 32 bestplatzierten Spieler angegeben.
| Platz | Spieler           |
| ----- | ----------------- |
| 1     | Jayson Shaw       |
| 2     | Karen Corr        |
| 3     | Earl Strickland   |
| 4     | Donny Mills       |
| 5     | Mike Dechaine     |
| 5     | Ernesto Domínguez |
| 7     | Maxim Dudanez     |
| 7     | Danny Hewitt      |
| 9     | Brandon Shuff     |
| 9     | Samoth Sam        |
| 9     | Joey Cicero       |
| 9     | Shaun Wilkie      |
| 13    | Hunter Lombardo   |
| 13    | Nelson Oliveira   |
| 13    | Kevin Guimond     |
| 13    | Dan Heidrich      |

| Platz | Spieler            |
| ----- | ------------------ |
| 17    | Jeremy Sossei      |
| 17    | Rodney Morris      |
| 17    | Sourith Thammavong |
| 17    | Alain Parent       |
| 17    | Reggie Cutler      |
| 17    | Rick Scarlato      |
| 17    | Jarrod Clowery     |
| 17    | Cleiton Rocha      |
| 25    | Sean Morgan        |
| 25    | Erik Hjorleifson   |
| 25    | Tom D’Alfonso      |
| 25    | Ivaylo Petrov      |
| 25    | Dave Fernandez     |
| 25    | Norm Pomainville   |
| 25    | Bruce Nagle        |
| 25    | John Moody         |